# مطار بروكسل شارلروا الجنوب
مطار بروكسل شارلروا الجنوب (بالإنجليزية: Brussels South Charleroi Airport)‏، (إياتا: CRL، إيكاو: EBCI)، هو مطار دولي بلجيكي. يحتل المطار المرتبة الثانية في بلجيكا بعدد المسافرين، ويستعمل المطار غالباً من قبل شركات الطيران المنخفضة التكلفة، خصوصاً رايان إير.
عام 2008 افتتحت بالمطار محطة جوية بسعة 3,5 مليون مسافر.

## احصاءات
| السنوات | عدد المسافرين | نسبة النمو |
| ------- | ------------- | ---------- |
| 2013    | 163 786 6     | 4,14%      |
| 2012    | 427 516 6     | 10,43%     |

## وصلات خارجية
- الموقع%20الإلكتروني